# Zaglossus bartoni
Thú lông nhím mỏ dài Đông New Guinea (danh pháp khoa học: Zaglossus bartoni) là một loài động vật có vú trong họ Tachyglossidae, bộ Monotremata. Loài này được Thomas mô tả năm 1907.
Đây là một trong ba loài thuộc chi Zaglossus xuất hiện ở New Guinea. Loài này được tìm thấy chủ yếu ở nửa phía đông ở độ cao từ 2.000 đến 3.000 mét.
Loài này có thể được phân biệt với các thành viên khác trong chi bằng số móng vuốt ở chân trước và chân sau: nó có năm móng ở chân trước và bốn móng ở chân sau. Trọng lượng của nó thay đổi từ 5 đến 10 kg; chiều dài cơ thể của nó dao động từ 60 đến 100 cm; nó không có đuôi. Nó có bộ lông đen dày đặc. Nó lăn thành một quả bóng gai để phòng thủ. Loài này có tuổi thọ khoảng 30 năm.

## Hình ảnh

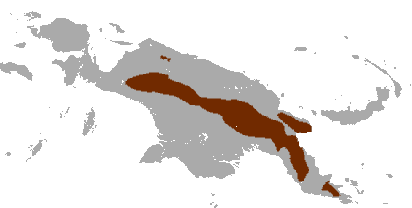
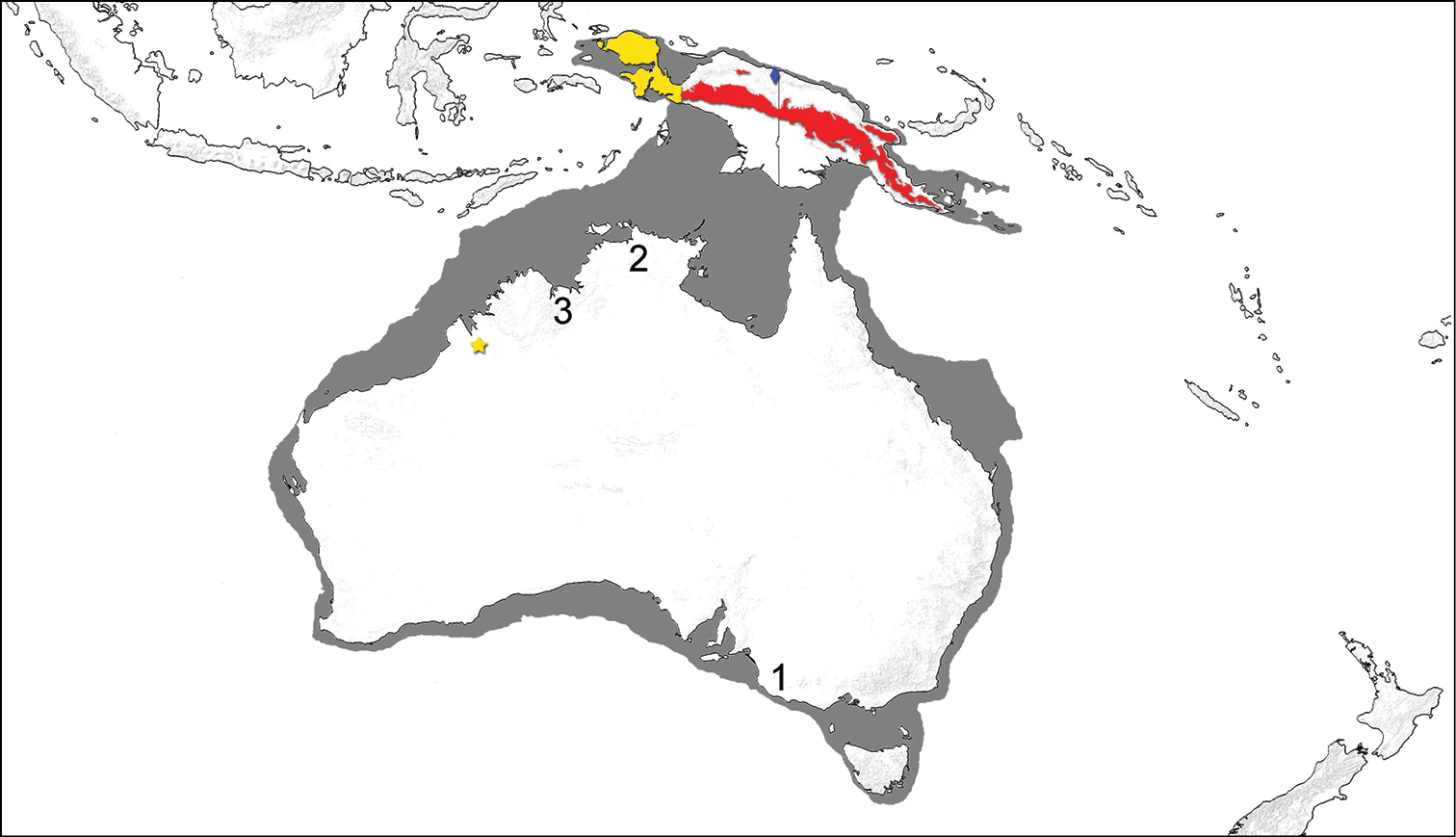